# 국도 제4호선 (일본)
일본 4번 국도(일본어: 国道4号→국도 4호)는 일본 도쿄도 주오구와 아오모리현 아오모리시를 잇는 총 연장 854.9km의 일본의 일반 국도이다. 실제 연장도 동일하나, 현도는 742.4 km로 이루어져 있다. 그래서 이 도로가 일본 최장거리 국도 노선이며, 이는 대한민국의 일반 국도 노선 중 최장거리 국도 노선인 한국 77번 국도(총 연장 1,239.4 km)보다도 384.5 km 더 짧다. 또한 이와 관련된 바이패스 도로인 신 4호 국도가 이 도로의 하위 개념을 가진 도로이기도 하다.

## 주요 경유지
- 도쿄도
  - 주오구 - 지요다구 - 다이토구 - 아라카와구 - 아다치구

- 사이타마현
  - 소카시 - 고시가야시 - 가스카베시 - 기타카쓰시카군 스기토정 - 구키시

- 이바라키현
  - 고가시

- 도치기현
  - 시모쓰가군 노기정 - 오야마시 - 시모쓰케시 - 가와치군 가미노카와정 - 시모쓰케시 - 우쓰노미야시 - 시오야군 다카네자와정 - 사쿠라시 - 야이타시 - 오타와라시 - 나스시오바라시 - 나스군 나스정

- 후쿠시마현
  - 니시시라카와군 니시고촌 - 시라카와시 - 니시시라카와군 이즈미자키촌 - 니시시라카와군 야부키정 - 이와세군 가가미이시정 - 스카가와시 - 고리야마시 - 모토미야시 - 아다치군 오타마촌 - 니혼마쓰시 - 후쿠시마시 - 다테시 - 다테군 고오리정 - 다테군 구니미정

- 미야기현
  - 시로이시시 - 갓타군 자오정 - 시바타군 오가와라정 - 시바타군 무라타정 - 시바타군 시바타정 - 이와누마시 - 나토리시 - 센다이시 다이하쿠구 - 센다이시 와카바야시구 - 센다이시 아오바구 - 센다이시 미야기노구 - 센다이시 이즈미구 - 구로카와군 도미야정 - 구로카와군 다이와정 - 구로카와군 오히라촌 - 오사키시 - 구리하라시

- 이와테현
  - 이치노세키시 - 니시이와이군 히라이즈미정 - 오슈시 - 이사와군 가네가사키정 - 기타카미시 - 하나마키시 - 시와군 시와정 - 시와군 야하바정 - 모리오카시 - 다키자와시 - 모리오카시 - 이와테군 이와테정 - 니노헤군 이치노헤정 - 니노헤시

- 아오모리현
  - 산노헤군 산노헤정 - 산노헤군 난부정 - 산노헤군 고노헤정 - 도와다시 - 가미키타군 로쿠노헤정 - 도와다시 - 가미키타군 시치노헤정 - 가미키타군 도호쿠정 - 가미키타군 노헤지정 - 히가시쓰가루군 히라나이정 - 아오모리시

## 같이 보기
거리 관련
- 일본 174번 국도 - 일본 최단거리 국도
- 일본 1번 국도 - 이 국도를 다음으로 일본의 2번째 최장거리 국도
- 일본 9번 국도 - 이 국도와 1번 국도 다음으로 일본의 3번째 최장거리 국도
- 한국 77번 국도 - 한국 최장거리 국도

관련 항목
- 신 4호 국도 - 해당 국도의 바이패스 전용 도로